# لي فولر (لاعب كرة قدم)
لي فولر (بالإنجليزية: Lee Fowler)‏ (26 يناير 1969 في المملكة المتحدة - ) هو لاعب كرة قدم بريطاني في مركز الدفاع. لعب مع بريستون نورث إيند وستوك سيتي ونادي دونكاستر روفرز ونادي هاليفاكس تاون ونادي تلفورد يونايتد وHeanor Town F.C. ‏.